# Episodi di Glitter Force Doki Doki

Logo occidentale della serie

Lista degli episodi di Glitter Force Doki Doki (Dokidoki! Pretty Cure), decima serie anime di Pretty Cure, trasmessa in Giappone su TV Asahi dal 3 febbraio 2013 al 26 gennaio 2014. In Italia è arrivata l'edizione Saban, di cui i primi quindici episodi sono disponibili su Netflix dal 18 agosto 2017 e i successivi dal 10 novembre seguente; tuttavia alcuni di essi sono stati tagliati o ricombinati in maniera diversa rispetto all'originale.
La sigla originale di apertura, Happy Go Lucky! Dokidoki! Precure (Ｈａｐｐｙ Ｇｏ Ｌｕｃｋｙ！ドキドキ！プリキュア?), è cantata da Tomoyo Kurosawa, mentre quelle di chiusura, Kono sora no mukou (この空の向こう?) per gli ep. 1-26 e Love Link (ラブリンク?) per gli ep. 27-49, da Hitomi Yoshida. Le sigle dell'edizione Saban, invece, sono interpretate dalle Blush.

## Lista episodi

### Edizione originale (Dokidoki! Pretty Cure)
| Nº | Titolo italiano (traduzione letterale) Giapponese 「Kanji」 - Rōmaji | In onda           | In onda |
| Nº | Titolo italiano (traduzione letterale) Giapponese 「Kanji」 - Rōmaji | Giapponese        |         |
| 1  | La Terra è in grande crisi! L'ultima Pretty Cure rimasta!! 「地球が大ピンチ！残された最後のプリキュア！！」 - Chikyū ga dai pinchi! Nokosareta saigo no Purikyua!! | 3 febbraio 2013   |         |
| 1  | Nel lontano Regno Trump, un mondo governato da una magnanima principessa, una Pretty Cure al servizio della corona fallisce nel respingere gli attacchi di una forza malvagia chiamata Jikochu. Nel frattempo sulla Terra, il presidente del consiglio studentesco Mana Aida è una ragazza che ama aiutare il prossimo e, in visita alla Tokyo Clover Tower con la scuola e la sua migliore amica Rikka Hishikawa, incontra la famosa idol Makoto Kenzaki a cui restituisce un misterioso ciondolo che le era caduto. La ragazza riceve in regalo il medesimo oggetto da un giovane negoziante, che le rivela che ne esistono tanti e che si chiamano Cure Loveads. Successivamente appare un giovane di nome Ira al servizio dei nemici che crea confusione tra la folla evocando un Jikochu, purificato istantaneamente dall'intervento di Cure Sword. Tuttavia in quel momento, quest'ultima viene irretita da un altro mostro creato da un'alleata di Ira, Mammo, e Mana desiderosa di aiutarla ottiene, grazie al Cure Loveads donatole in precedenza e alla fatina Charles che diventa un Lovely Commune, il potere di trasformarsi nella Pretty Cure del simbolo Cuori, Cure Heart. |                   |         |
| 2  | Gān! L'identità di Cure Heart viene scoperta!! 「ガーン！キュアハートの正体がバレちゃった！！」 - Gān! Kyua Hāto no shōtai ga barechatta!! | 10 febbraio 2013  |         |
| 2  | Cure Heart comincia a scoprire i suoi poteri, combattendo Ira e Mammo e salvando Cure Sword dalle loro mani. Sword però chiarisce di non avere alcuna intenzione di stringere alleanze perché è abituata a combattere in solitaria. Intanto le tre fatine del Regno Trump, Charles, Raquel e Lance, spiegano meglio a Mana quale sia diventato il suo ruolo e di come loro siano all'oscuro della distruzione del loro regno per mano dei Jikochu poiché mandati sulla Terra appena nati. Inoltre le ordinano di mantenere segreta la sua identità di Cure Heart nonostante voglia rivelarlo, ma Mana ha non pochi problemi a nasconderlo a Rikka, la quale tuttavia ne viene a conoscenza quando la Pretty Cure è costretta a rispondere ad un attacco di Ira e sceglie di aiutarla. |                   |         |
| 3  | Appare la miglior compagna! Cure Diamond!! 「最高の相棒登場！キュアダイヤモンド！！」 - Saikō no aibō tōjō! Kyua Daiyamondo!! | 17 febbraio 2013  |         |
| 3  | La razionale Rikka, ormai venuta a conoscenza delle Pretty Cure, cerca di determinare con Mana quale potere si celi all'interno dei Cure Loveads. Rikka rappresenta un punto di riferimento per Mana, che conosce bene da anni, trascorrendo molto tempo a casa sua poiché i genitori Ryoko e Yuzo sono sempre impegnati col lavoro. Raquel, rimasto affascinato, propone a Rikka di diventare partner come è successo a Mana con Charles, ma lei rifiuta perché non pensa che possa essere una Pretty Cure; quando però riceve anche lei in regalo un Cure Loveads da parte del negoziante misterioso e vede Cure Heart impegnarsi a difendere la lettera che voleva spedire a suo padre che fa il fotografo giramondo, Rikka onora l'amicizia che la lega a Mana e riesce a diventare la Pretty Cure del simbolo Quadri, Cure Diamond, sconfiggendo Ira assieme a lei. |                   |         |
| 4  | Devo rifiutare! Io, non sono tagliata per essere una Pretty Cure!! 「お断りしますわ！私、プリキュアになりません！！」 - Okotowarishimasu wa! Watashi, Purikyua ni narimasen!! | 24 febbraio 2013  |         |
| 4  | La benestante amica d'infanzia di Mana e Rikka, Alice Yotsuba, rivela di aver ritrovato il piccolo Lance, che si era perso, e di essere a conoscenza della loro nuova identità perché le telecamere della Tokyo Clover Tower di proprietà della sua famiglia hanno ripreso le Pretty Cure in azione. Lance le propone di unirsi alle guerriere, ma Alice rifiuta e sceglie solo di supportarle economicamente attraverso le tecnologie più avanzate che possono agevolare a sconfiggere i nemici. Sebbene abbia un Cure Loveads e Lance ci rimanga male, Mana e Rikka sanno che il motivo per cui la giovane non vuole combattere è perché non sa controllare la forza acquisita dalle arti marziali, che il nonno Ichiro le ha insegnato, e teme di far male agli altri. Tuttavia Alice capisce che le Pretty Cure si battono per il bene dell'umanità e con l'aiuto di Lance, durante un ulteriore scontro con Ira, diventa la Pretty Cure del simbolo Fiori, Cure Rosetta. |                   |         |
| 5  | Non ci credo! Quella ragazza è Cure Sword?? 「うそ！キュアソードってあの子なの？？」 - Uso! Kyua Sōdo tte anoko na no?? | 3 marzo 2013      |         |
| 5  | Alice comunica che le telecamere della Clover Tower hanno ripreso la famosa idol Makoto Kenzaki, chiamata affettuosamente dai fan Mako-Pi, trasformarsi in Cure Sword; grazie ai suoi agganci, ottiene un lasciapassare per Mana e Rikka in uno studio televisivo in cui Makoto attualmente registra per chiederle spiegazioni. L'avventatezza di Mana, però, irrita la ragazza che le ordina di andarsene perché lei sta lavorando. L'apparizione di Cure Sword nel corso di un attacco di Mammo non lascia alcun dubbio sulla sua identità ma, grazie alla manager DB, Mana si scusa con Makoto e aspetta che sia lei a rivelarsi ed eventualmente unirsi al suo gruppo come Pretty Cure nella battaglia contro i Jikochu. |                   |         |
| 6  | Che sorpresa! Mako-Pi viene a casa mia!? 「ビックリ！私のお家にまこぴーがくる！？」 - Bikkuri! Atashi no ouchi ni Makopī ga kuru!? | 10 marzo 2013     |         |
| 6  | Per variare l'agenda degli impegni, la manager DB si accorda per far apparire Makoto in un programma televisivo di cucina e sceglie come location il ristorante della famiglia di Mana. Tuttavia le prove vanno malissimo perché la ragazza non ha la minima idea di come si cucina, e Mana si offre di darle una mano, nonostante l'esperienza passata. Ira ritorna all'attacco e crea un Jikochu che inizia a distruggere tutto ciò che trova: Makoto non vuole che il suo lavoro vada perduto e sceglie di rivelarsi come la Pretty Cure del simbolo Picche, Cure Sword, al fianco della sua manager DB che diventa la partner Davi. Sconfitto il mostro, le quattro Pretty Cure finalmente riunite vengono inghiottite da un buco nero creato da un altro membro dei Jikochu, Bel, che le trasporta al Regno Trump. |                   |         |
| 7  | Battaglia all'ultimo minuto! Addio, Pretty Cure!! 「ギリギリの戦い！さらば、プリキュア！！」 - Girigiri no tatakai! Saraba, Purikyua!! | 17 marzo 2013     |         |
| 7  | Mana, Rikka, Alice e Makoto si ritrovano nel Regno Trump, distrutto dall'invasione dei Jikochu. Separati dalle partner, Davi ritrova Charles, Raquel e Lance e racconta la storia del regno, di quando loro erano troppo piccoli per ricordare. Cure Sword era la Pretty Cure e cantante personale al servizio della principessa Marie Ange e insieme a lei e ai sudditi si è battuta con tutta se stessa per annientare l'assedio dei Jikochu; la principessa è riuscita a sigillare in uno stato dormiente il capo di essi, King Jikochu, ma nel tentativo di fuggire è rimasta vittima di Bel e si è separata da Sword. Quest'ultima, arrivata sola sulla Terra, ha assunto l'identità di Makoto Kenzaki e ha iniziato la carriera di cantante al fine di ritrovare Marie Ange tramite il suo canto. Nel frattempo le ragazze si ricongiungono con le fatine e affrontano Bel all'interno di quello che era il palazzo reale: grazie alla furbizia di Mana, l'intero gruppo ritorna sulla Terra e promette a Makoto di riportare all'antico splendore il suo regno. |                   |         |
| 8  | Kyupirappa~! È nata una misteriosa bambina!! 「きゅぴらっぱ～！ふしぎ赤ちゃん誕生！！」 - Kyupirappa~! Fushigi aka-chan tanjō!! | 24 marzo 2013     |         |
| 8  | Le ragazze decidono di fare visita al misterioso negoziante che ha dato loro i Cure Loveads per saperne di più sulla loro origine, ma quando arrivano non trovano nessuno ad eccezione di uno strano uovo che improvvisamente si schiude e rivela una neonata che vola e le riconosce come mamme. Il negoziante si presenta come Joe Okada e affida con disinvoltura la piccola totalmente a loro, che apprendono che si chiama Ai e che ha qualche legame con il Regno Trump. Mana e le altre hanno molta difficoltà a gestirla, ma il suo aiuto si rivela fondamentale quando le Pretty Cure subiscono un attacco da parte di Mammo. |                   |         |
| 9  | Che confusione! Ai va a scuola!! 「ハチャメチャ！アイちゃん学校にいく！！」 - Hachamecha! Ai-chan gakkō ni iku!! | 31 marzo 2013     |         |
| 9  | Joe lascia Ai nelle mani di Mana e Rikka, che sono costrette a portarla a scuola con loro, ma Charles, Raquel e Lance si offrono di prendersene cura durante le lezioni. Tuttavia il compito si rivela piuttosto difficile e la neonata comincia ad andare in giro per la scuola, causando disastri con i suoi poteri. Ira attacca le Pretty Cure con un Jikochu, ma anche questa volta l'intervento di Ai è decisivo. |                   |         |
| 10 | La studentessa trasferitasi è, una super idol nazionale!! 「転校生は、国民的スーパーアイドル！！」 - Tenkōsei wa, kokuminteki sūpā aidoru!! | 7 aprile 2013     |         |
| 10 | Makoto comincia a frequentare la scuola Ogai. Il suo arrivo attira l'attenzione di tutti a causa della sua fama di idol e scombussola Rikka, che nel profondo si sente in conflitto vedendo Mana passare più tempo con Makoto che con lei. Durante uno scontro con Mammo, Rikka si rende conto di essere gelosa della nuova amicizia tra Mana e Makoto, ma Alice la rassicura dicendole che è un sentimento naturale che tutti hanno provato una volta ogni tanto; subito dopo la sconfitta della nemica, la ragazza risolve le sue divergenze e fa ufficialmente amicizia con Makoto. |                   |         |
| 11 | Si risveglia! Il nuovo potere delle Pretty Cure! 「めざめよ！プリキュアの新たなる力！」 - Mezame yo! Purikyua no aratanaru chikara! | 14 aprile 2013    |         |
| 11 | La squadra di softball della scuola chiede a Mana di sostituire il loro lanciatore nell'imminente partita poiché questo si è ferito al braccio e non può giocare. La sera prima dell'incontro, però, Bel rapisce Ai sotto gli occhi di Joe e chiede a Mana di venire da sola al porto il giorno seguente per affrontarlo. Di conseguenza la ragazza ritarda a presentarsi alla partita, facendo preoccupare la squadra, e va a riprendere la piccola dal nemico che la attacca scorrettamente. Informate dal maggiordomo di Alice, Sebastian, le altre Pretty Cure raggiungono Cure Heart e insieme a lei ricevono un nuovo Cure Loveads da parte di Ai, che permette loro di annientare Bel grazie a una nuova arma, il Love Heart Arrow. Ritornando alla partita, Mana segna il punto decisivo che fa vincere la sua squadra. |                   |         |
| 12 | La determinazione di Mana! Io prendo un apprendista! 「マナの決意！あたし弟子をとります！」 - Mana no ketsui! Atashi deshi wo torimasu! | 21 aprile 2013    |         |
| 12 | Un ragazzo di nome Jun Saotome chiede a Mana di poter diventare suo apprendista perché vuole essere utile e forte proprio come lei. Mana accetta e si fa accompagnare durante le sue mansioni di presidente del consiglio studentesco, ma Jun non riesce a starle dietro e finisce per essere preso di mira da Ira, che trasforma il suo Psyche in un Jikochu: le Pretty Cure hanno la possibilità di purificarlo solo grazie alla volontà del ragazzo di trattenere il mostro. Successivamente Jun decide di prendersi cura dei fiori del giardino della scuola, mentre una misteriosa ragazza osserva da lontano le Leggendarie Guerriere. |                   |         |
| 13 | Finalmente l'abbiamo trovato!? Un indizio sulla principessa! 「ついに発見！？王女様の手がかり！」 - Tsui ni hakken!? Ōjo-sama no tegakari! | 28 aprile 2013    |         |
| 13 | Makoto ricorda come la principessa Marie Ange amasse le rose e, nella speranza di attirare la sua attenzione e ritrovarla, lei e le altre s'iscrivono a un concorso il cui primo premio è una rara rosa gialla. Durante le prove a cui vengono sottoposte, un'amica d'infanzia di Alice nonché rivale, Reina Itsutsuboshi, cerca costantemente di interferire in un tentativo di provocare Alice e farla squalificare, ma ella al contrario mantiene la calma e arriva in finale. Mammo approfitta della gelosia di Reina per Alice, che vorrebbe amiche sincere come lei, per creare un Jikochu; la determinazione di Cure Rosetta ha la meglio sulla nemica, che si ritira. Alice insieme alle altre vince il concorso e quando la rosa gialla viene toccata da Ai si viene a creare uno strano cristallo giallo. Nel frattempo, nella pista da bowling dove si ritrovano i nemici, la misteriosa ragazza che vegliava sulle Pretty Cure, incontrata inconsapevolmente da loro al concorso, rivela di essere la figlia di King Jikochu, Regina. |                   |         |
| 14 | Un sogno o una promessa! Rikka molto preoccupata! 「夢か約束か！六花おおいに悩む！」 - Yume ka yakusoku ka! Rikka ōini nayamu! | 5 maggio 2013     |         |
| 14 | Sia Makoto che Davi sospettano che il misterioso cristallo apparso possa essere uno dei cinque Royal Crystal, i quali una volta riuniti risveglieranno un grande potere. Intanto Rikka è giù di morale perché è arrivata seconda nelle prove d'esame nazionali e non prima come il suo solito: infatti le amiche scoprono che a distogliere la sua attenzione dallo studio è il suo recente interessamento al tradizionale gioco di carte karuta. La ragazza chiede di poter sfidare colei che detiene il titolo di "regina" del gioco prima di abbandonare questa passione, ma Ira prende di mira quest'ultima e costringe le Pretty Cure allo scontro. Mettendo in pratica il suo esercizio, Rikka riesce a mettere in fuga il nemico e successivamente la regina le consegna in segno di rispetto un mazzo di carte karuta con cui poter continuare ad esercitarsi. Come già successo in precedenza, quando Ai tocca il mazzo di carte si genera un secondo cristallo, di colore blu. |                   |         |
| 15 | Veramente impegnata! Le giornate da idol di Makoto 「大いそがし！真琴のアイドルな日々」 - Ō isogashi! Makoto no aidoru na hibi | 12 maggio 2013    |         |
| 15 | Makoto è veramente impegnata in quanto deve interpretare il ruolo di protagonista nell'adattamento cinematografico di Biancaneve. Tuttavia ha difficoltà a concentrarsi sulla parte a causa del desiderio di ritrovare al più presto la principessa Marie Ange, venendo disprezzata dalla co-protagonista Tamaki Ootori, che prende il lavoro seriamente. Le altre Pretty Cure scoprono che Makoto passa in segreto le notti alla ricerca della principessa e così, per lasciarla concentrare esclusivamente sulla recitazione, si offrono di aiutarla. Regina si presenta durante l'ultimo giorno delle riprese del film e attacca Tamaki, ma Ai dona alle Leggendarie Guerriere un nuovo Cure Loveads che consente loro di eseguire un nuovo attacco di gruppo in grado di sconfiggere il Jikochu. Infine, il copione malconcio di Makoto porta alla luce un terzo cristallo, di colore viola. |                   |         |
| 16 | Il feroce attacco di Regina! Mana è mia! 「レジーナ猛アタック！マナはあたしのモノ！」 - Rejīna mō atakku! Mana wa atashi no mono! | 19 maggio 2013    |         |
| 16 | Regina vorrebbe conoscere meglio Mana, ma Makoto si frappone, arrabbiandosi moltissimo tanto da non rivolgere più la parola a Mana quando accetta di stringere amicizia con una nemica. Mentre Rikka e Alice cercano di calmare l'animo di Makoto, Regina si rivela piuttosto infantile e possessiva, disturbando in continuazione Mana e offendendosi quando lei considera gli altri amici. Così decide di sbarazzarsi delle Pretty Cure, attaccandole, ma Mana, che vorrebbe comunque essere sua amica, afferma che la vera amicizia si basa sull'onestà e non sull'avidità. Dopo che le guerriere hanno sconfitto il mostro e Makoto fa pace con Mana, Regina riflette sul significato di "vero amico". |                   |         |
| 17 | Shock! Il Crystal rubato! 「ショック！奪われたクリスタル！」 - Shokku! Ubawareta Kurisutaru! | 26 maggio 2013    |         |
| 17 | Nella speranza di trovare un altro indizio che possa condurle dalla principessa, le ragazze visitano una galleria di sculture nella foresta. Quando Mana presume che la pietra rossa incastonata in una statua che ricorda fortemente Marie Ange potrebbe essere un Royal Crystal, Regina distrugge l'opera per ottenerlo, ma si sente in errore quando vede l'intero gruppo in difficoltà con il direttore della galleria. Regina esprime la sincera intenzione di essere loro amica, rendendo la pietra rossa un vero Royal Crystal; l'oggetto tuttavia le fa cambiare improvvisamente personalità e, mirando ad ottenere gli altri cristalli, comincia uno scontro che vede Mana da sola a proteggere i Royal Crystal poiché le compagne sono state trasformate in statue. La comparsa di Joe sistema la situazione e, mentre Regina fugge stregata con il Royal Crystal rosso, questi rivela di essere Jonathan Klondike, cavaliere dell'ormai distrutto Regno Trump e promesso sposo della principessa Marie Ange. |                   |         |
| 18 | Appare! L'ultimo Royal Crystal! 「出現！さいごのロイヤルクリスタル！」 - Shutsugen! Saigo no Roiyaru Kurisutaru! | 2 giugno 2013     |         |
| 18 | Joe spiega alle Pretty Cure la funzione dei Royal Crystal e le porta con sé in un viaggio in treno che ritiene potrebbe portarli al restante Royal Crystal. Vicino a un campo di fiori, l'uomo racconta la sua storia con Marie Ange, tuttavia Regina torna all'attacco: sconfitto il suo mostro, le Pretty Cure ricevono dal treno che le ha condotte lì l'ultimo Royal Crystal, di colore rosa. |                   |         |
| 19 | Sui Crystal! Il gioco dei Jikochu! 「クリスタルをかけて！ジコチューのゲーム！」 - Kurisutaru wo kakete! Jikochū no gēmu! | 9 giugno 2013     |         |
| 19 | Regina propone alle Pretty Cure una sfida, in cui il vincitore potrà tenersi tutti i Royal Crystal, e le teletrasporta in un mondo di gioco appositamente preparato dove ad attenderle ci sono Ira, Mammo e Bel. Mana crede di poter risolvere la questione senza combattere, ma si sbaglia, infatti gli sporchi trucchi utilizzati dai Jikochu nelle prove sono piuttosto chiari. Le Pretty Cure escono comunque vincitrici da tutti i giochi, ed è allora che Regina rompe la sua promessa e sottrae i loro Royal Crystal che, uniti al suo, si disperdono improvvisamente nel cielo. |                   |         |
| 20 | La guida dei Crystal! Verso il luogo in cui è la principessa! 「クリスタルの導き！王女様のもとへ！」 - Kurisutaru no michibiki! Ōjo-sama no moto he! | 16 giugno 2013    |         |
| 20 | Con l'aiuto di Sebastian, le Pretty Cure e Joe si dirigono verso le montagne innevate dove i Crystal sono stati avvistati l'ultima volta. Arrivati in cima, però, incontrano Regina e il Jikochu Trio, e nella battaglia che ne consegue sia Mana che Regina cadono in un crepaccio che le porta a una grotta sotterranea: lì, compaiono i Crystal che rilevano la posizione della principessa Marie Ange, tuttavia intrappolata nel ghiaccio, e fanno tornare in sé Regina. Approfittando della situazione, quest'ultima riallaccia la sua amicizia con Mana, poco prima di venire presa con la forza dal Jikochu Trio assieme al blocco di ghiaccio in cui è Marie Ange. |                   |         |
| 21 | Verso il Regno Trump! Salviamo la principessa! 「トランプ王国へ！王女様を救え！」 - Toranpu Ōkoku he! Ōjo-sama wo sukue! | 23 giugno 2013    |         |
| 21 | Bel, Mammo e Ira portano il blocco di ghiaccio in cui è intrappolata Marie Ange al cospetto di King Jikochu, ma quest'ultimo in stato semi-dormiente s'infuria e priva dei poteri sua figlia Regina quando la sente opporsi al piano di distruzione degli umani. Le Pretty Cure raggiungono il Regno Trump per riprendere la principessa, ma trovano una schiera di mostri ad attenderle. Durante la battaglia, Regina e Cure Heart finiscono entrambe in pericolo; nel tentativo di salvarsi l'un l'altra, hanno modo di parlarsi e Regina ribadisce il suo affetto verso Mana, tanto che riacquisisce i suoi poteri e scappa sulla Terra con le Pretty Cure dalla furia del padre. |                   |         |
| 22 | Appare nel pericolo! La nuova guerriera Cure Ace! 「ピンチに登場！新たな戦士キュアエース！」 - Pinchi ni tōjō! Aratana senshi Kyua Ēsu! | 30 giugno 2013    |         |
| 22 | Dopo aver messo al sicuro la principessa Marie Ange, ancora rinchiusa nel ghiaccio, Mana decide di ospitare Regina a casa sua. Le due riescono a conoscersi meglio e il giorno seguente organizzano un picnic sulla spiaggia assieme alle altre ragazze. Il gruppo subisce tuttavia un attacco del Jikochu Trio sul posto e Regina viene soggiogata dal potere di suo padre King Jikochu, che la porta a ridiventare malvagia. I tentativi di Heart e le altre di riportarla alla normalità si rivelano vani ma, prima che Regina scagli su di loro il colpo di grazia, appare la Pretty Cure del simbolo Asso, Cure Ace. |                   |         |
| 23 | Riprendiamoci l'amore! I cinque giuramenti delle Pretty Cure! 「愛を取り戻せ！プリキュア５つの誓い！」 - Ai wo torimodose! Purikyua itsutsu no chikai! | 7 luglio 2013     |         |
| 23 | Cure Ace sbaraglia elegantemente Regina in battaglia, costringendo lei e il Jikochu Trio a ritirarsi. Vedendola presa dallo sconforto per non aver protetto Regina, la nuova guerriera confisca a Mana il Cure Loveads di trasformazione, dicendole di riconquistare l'amore se vuole riaverlo. Quando due nuovi generali del male, Leva e Gula, entrano in azione, Mana recupera il buonumore grazie ad Ai e si precipita da loro pur non potendosi trasformare: soddisfatta del suo insegnamento, cioè il primo giuramento delle Pretty Cure: "le Pretty Cure guardano sempre verso il futuro", Cure Ace restituisce il Cure Loveads a Cure Heart e insieme a lei sconfigge i nemici, ma rivela che la battaglia vera è appena iniziata. |                   |         |
| 24 | Scioccante! Mako-Pi dichiara il suo ritiro da idol! 「衝撃！まこぴーアイドル引退宣言！」 - Shōgeki! Makopī aidoru intai sengen! | 14 luglio 2013    |         |
| 24 | Makoto si domanda se debba continuare ad essere un'idol visto che lo scopo per cui lo è diventata, ovvero trovare la principessa Marie Ange, è stato raggiunto. Cure Ace, nei panni della civile Aguri Madoka, la accusa di non stare adempiendo al suo dovere di Pretty Cure e le amiche cercano di convincerla a continuare ma, nonostante questo, Makoto è decisa a non cantare più e pianifica l'annuncio del suo ritiro al prossimo concerto. Grazie al messaggio di Ai da parte di Marie Ange, che le dice che deve cantare per se stessa, Makoto ritrova ben presto l'amore per il canto e batte Leva al fianco di Cure Ace, con il secondo giuramento delle Pretty Cure: "una Pretty Cure dona alle persone il proprio amore". |                   |         |
| 25 | Una magnifica trasformazione! Appare una nuova eroina!? 「華麗な変身！ニューヒロイン登場！？」 - Kareina henshin! Nyū hiroin tōjō!? | 21 luglio 2013    |         |
| 25 | Alice è scoraggiata dopo che i suoi poteri si sono rivelati inefficaci durante l'ultima battaglia contro i Jikochu. A sua insaputa, il suo maggiordomo Sebastian costruisce un Commune Artificiale, simile a quello delle Pretty Cure, in grado di trasformarlo nel guerriero Cure Sebastian per assisterla. Tuttavia l'oggetto finisce nelle mani di Mammo che lo usa, sotto il nome dell'eroina Cutie Madame, per salvare le persone dagli incidenti che lei stessa causa di proposito in modo da attirare grandi folle e diventare famosa. Nello scontro a seguito della scoperta della verità, il Commune Artificiale viene distrutto e Alice rassicura Sebastian che il suo aiuto è più che sufficiente così com'è, prima di sconfiggere Mammo insieme a Cure Ace, con il terzo giuramento delle Pretty Cure: "le Pretty Cure proteggono coloro che amano". |                   |         |
| 26 | Quali sono i veri sentimenti? Rikka nuovamente preoccupata! 「ホントの気持ちは？六花またまた悩む！」 - Honto no kimochi wa? Rikka matamata nayamu! | 28 luglio 2013    |         |
| 26 | Seguendo una lezione sulle ambizioni delle persone, Rikka si chiede se vuole diventare medico o se è solo ammirazione per sua madre Ryoko che fa la pediatra. Durante un temporale, Ira viene improvvisamente colpito da un fulmine e cade in mare, venendo ritrovato il giorno dopo, privo di memoria, da Rikka sulla spiaggia. La ragazza sceglie di curare le sue ferite, nonostante sia un nemico, e insieme trascorrono momenti felici. Gula sferra un attacco contro le Pretty Cure e Ira recupera i suoi ricordi, ma non dimentica il gesto fatto da Rikka nei suoi confronti e indirettamente la salva, permettendo a lei e Cure Ace di vincere, con il quarto giuramento delle Pretty Cure: "una Pretty Cure crede in se stessa e non si pente delle proprie azioni". Alla fine Rikka non si pente affatto di essersi presa cura di un nemico e ciò le fa capire che desidera veramente diventare medico. |                   |         |
| 27 | Scoperto!? Il punto debole di Cure Ace! 「バレちゃった！？キュアエースの弱点！」 - Barechatta!? Kyua Ēsu no jakuten! | 4 agosto 2013     |         |
| 27 | Le ragazze scoprono per caso che una cliente del ristorante dei genitori di Mana, Mari Madoka, è la nonna di Aguri da cui tiene nascosta la sua identità di Cure Ace. Aguri invita le nuove amiche alla cerimonia del tè all'aperto di sua nonna, dove conoscono gli altri lati del suo carattere oltre quello severo che ha con loro. La ragazzina spiega che lei è da tempo una Pretty Cure, ma che è stata sconfitta dai Jikochu e che la sua partner Ai si è potuta salvare sotto forma dell'uovo in cui l'hanno trovata. Leva e Gula uniscono le forze e attaccano, e Cure Ace non riesce a respingerli esponendo il suo punto debole, ovvero che può rimanere trasformata soltanto per cinque minuti. Fortunatamente le altre guerriere riescono a fermare i nemici prima che possano creare ulteriori danni. |                   |         |
| 28 | Il cuore batte forte! Le vacanze estive di Aguri! 「胸がドキドキ！亜久里の夏休み！」 - Mune ga dokidoki! Aguri no natsuyasumi! | 11 agosto 2013    |         |
| 28 | Aguri è spossata perché prende molto seriamente il suo ruolo di Pretty Cure. Le altre ragazze si accorgono di non sapere poi tanto su di lei e, informandosi sulla sua vita quotidiana, apprendono da una sua compagna di classe, El Morimoto, che non sembra avere amici ma che è molto matura e responsabile per la sua età. Mana suggerisce di uscire tutti insieme in occasione del festival estivo, sperando di far capire ad Aguri che passare il tempo con gli amici è importante quanto le Pretty Cure. Tuttavia, Leva e Gula evocano un Jikochu e costringono le Pretty Cure al contrattacco; Cure Ace, nonostante il suo limite di trasformazione, trova la forza di proteggere El e battere i nemici insieme alle altre guerriere, con il quinto giuramento delle Pretty Cure: "una Pretty Cure non combatte solo per se stessa, ma anche per coloro che considera preziosi e che a loro volta fanno lo stesso". In conclusione, Aguri trova in El una buona amica. |                   |         |
| 29 | Per amor di Mana! La grande trasformazione di Charles! 「マナのために！シャルル大変身！」 - Mana no tame ni! Sharuru dai henshin! | 18 agosto 2013    |         |
| 29 | Volendo essere più utile alla sua partner, Charles chiede a Davi di insegnare a lei, Raquel e Lance come trasformarsi in forma umana. Dopo aver imparato la tecnica, Charles si offre subito come supporto di Mana nei doveri del consiglio studentesco. Tuttavia, tra un incarico e l'altro, senza che lei lo percepisca, Leva e Gula sferrano un attacco e Mana non può trasformarsi per combatterli poiché la sua partner non è con lei. Le altre guerriere tengono impegnati i nemici, appena in tempo per permettere a Mana di trovare Charles, trasformarsi e sconfiggerli. Sebbene la fatina si senta in colpa per non aver avvertito il pericolo, le ragazze sono liete di sapere delle sue buone azioni compiute durante la giornata. |                   |         |
| 30 | L'ultima prova! Le leggendarie Pretty Cure! 「最後の試練！伝説のプリキュア！」 - Saigo no shiren! Densetsu no Purikyua! | 1º settembre 2013 |         |
| 30 | Con il legame rafforzato con le loro fate, Aguri informa le altre che devono superare un ultimo test come Leggendarie Guerriere: conquistare il Magical Lovely Pad, uno Specchio di Cristallo che riflette ogni verità, facente parte di una collezione di tre oggetti sacri appartenuti alle Pretty Cure di 10.000 anni fa che salvarono il mondo dalle tenebre. Il gruppo, accompagnato dal fedele Sebastian, vola su un'isola sperduta dove ne incontra la guardiana, un'anziana fata di nome Melan, che mette tutte alla prova per vedere se sono degne di ricevere in custodia lo Specchio, mutandosi in un potente drago. Le Pretty Cure escono completamente sconfitte dal combattimento, ma Mana non si arrende e sprona le altre a riprovarci. Un successivo scontro vede Cure Heart molto determinata a vincere, ricordando a Melan lo spirito inesorabile della sua ex compagna, Cure Empress. Anche se le guerriere non riescono a sconfiggerla completamente, Melan ammira la forza e lo spirito e consegna loro lo specchio leggendario, il Lovely Pad. |                   |         |
| 31 | La città di Ogai in grande crisi! Sono nati! Lovely Pad 「大貝町大ピンチ！誕生！ラブリーパッド」 - Ōgai-chō dai pinchi! Tanjō! Raburī Paddo | 8 settembre 2013  |         |
| 31 | Mentre cercano di capire come utilizzare il Lovely Pad, le Pretty Cure rimangono scioccate nel trovare le loro famiglie e tutti i cittadini di Ogai in uno stato di coma dormienti. Dietro a questo strano fenomeno si rivela esserci Leva e Gula, che mirano a trasformare tutti in Jikochu e fornire abbastanza Janergy per risvegliare King Jikochu. I due nemici si fondono in un solo essere e affrontano le guerriere, le quali cadono nella disperazione più totale quando vedono andare in pezzi il Lovely Pad che tanto hanno faticato ad ottenere. La frustrazione, unita poi alla determinazione secondo cui niente è impossibile se si uniscono le forze, dà l'impulso ai frantumi dello Specchio di Cristallo di trasformarsi in cinque nuovi Lovely Pad che permettono alle Pretty Cure di eseguire un nuovo attacco, sconfiggendo l'oscurità. Nel frattempo che in città tutto torna alla normalità, Bel elimina definitivamente Leva e Gula, assorbendo la loro energia. |                   |         |
| 32 | Mana crolla! Un burrascoso festival culturale 「マナ倒れる！嵐の文化祭」 - Mana taoreru! Arashi no bunkasai | 15 settembre 2013 |         |
| 32 | Durante i preparativi per il festival culturale della scuola, Mana si prende la febbre a causa della mole di lavoro suo, in quanto presidentessa del consiglio studentesco, e altrui, perché volenterosa di aiutare il più possibile; Rikka la paragona, infatti, a "il principe felice", il quale mette il bene degli altri prima del proprio. Aguri non vuole che la sua amica finisca come il personaggio del racconto e fa in modo che riposi e che gli altri studenti non facciano troppo affidamento su di lei. Nel frattempo Bel consegna a Ira e Mammo i Blood Ring, anelli controllabili dai grandi poteri, creati dalla Janergy di Leva e Gula. Ira, quindi, ne approfitta per attaccare il festival, ma Cure Ace, consapevole del pieno sostegno che hanno gli studenti nei confronti di Mana al contrario del principe, lo batte usando un nuovo attacco con il suo Lovely Pad. Il festival si conclude con un grande falò e Mana ringrazia Aguri per essersi preoccupata di lei. |                   |         |
| 33 | Appare il papà di Alice! Soggiorno a casa Yotsuba! 「ありすパパ登場！四葉家おとまり会！」 - Arisu papa tōjō! Yotsuba-ke otomari-kai! | 22 settembre 2013 |         |
| 33 | Seiji, papà di Alice e presidente delle industrie Yotsuba che è spesso fuori per lavoro, torna a casa mentre le ragazze organizzano un pigiama party proprio a casa della loro amica. Alice racconta a Makoto e Aguri come si è sviluppata la sua amicizia con Rikka e Mana; da piccola, prima di imparare le arti marziali, aveva un corpo fragile tanto che suo padre pianificò di trasferirla all'estero per la sua salute quando si ammalò giocando, senonché venne convinto con l'aiuto di Sebastian a farla rimanere con le amiche. A interrompere il racconto di Alice arriva Mammo, la quale prende di mira il jet in cui viaggia Seiji, ma Cure Rosetta risponde prontamente usando un nuovo attacco con il suo Lovely Pad. Salvo suo padre, Alice si prepara a salutarlo prima che riparta e continua a raccontare la sua storia. |                   |         |
| 34 | Essere mamma è molto dura! Ai di cattivo umore! 「ママはチョーたいへん！ふきげんアイちゃん！」 - Mama wa chō taihen! Fukigen Ai-chan! | 29 settembre 2013 |         |
| 34 | Ai inizia improvvisamente a piangere durante un attacco nemico, facendo sì che Ira e Mammo si potenzino di energia negativa. Le guerriere lottano per rincuorarla, e Mana e Rikka ascoltano i suggerimenti dei rispettivi genitori su come erano loro da neonate. Avendo compreso quanto la madre apprezzasse averla come figlia, Rikka aiuta Mana a prendersi cura della piccola Ai nell'intera notte. Tuttavia Ira torna con il suo Jikochu, il quale diventa mano a mano più forte con le grida di spavento di Ai; Cure Diamond riesce fortunatamente a calmarla, indebolendo e poi sconfiggendo il nemico grazie ad un nuovo attacco con il suo Lovely Pad. Mentre si domandano come il pianto di Ai abbia fatto sì che i Jikochu diventassero più forti, le Pretty Cure vengono contattate dalla principessa Marie Ange. |                   |         |
| 35 | No no Ai! La grande strategia del dentifricio! 「いやいやアイちゃん！歯みがき大作戦！」 - Iya iya Ai-chan! Hamigaki daisakusen! | 6 ottobre 2013    |         |
| 35 | La principessa Marie Ange spiega alle ragazze che Ai non ha soltanto il ruolo di supporto per le Pretty Cure, ma anche quello di proteggere i cuori delle persone dai Jikochu. Inoltre, poiché sta crescendo, è importante che le venga insegnato a comportarsi nel modo più corretto possibile, al fine di non perdere i suoi poteri e alimentare invece quelli dei nemici. Con l'uscita dei suoi primi dentini da latte, le ragazze cominciano a insegnare alla piccola Ai a lavarsi i denti, per poi scoprire che Makoto ha una carie. Di conseguenza, le altre accompagnano la loro amica dal dentista, che tuttavia spaventata fugge via. Mammo crea un Jikochu e Makoto si rifiuta di combattere insieme alle altre perché ha troppa paura, causando inevitabilmente il pianto di Ai e il rafforzamento della nemica. Riportandole alla mente le parole di Marie Ange, Aguri desta Makoto, la quale riesce a superare la sua paura e a sconfiggere il Jikochu usando un nuovo attacco con il suo Lovely Pad. Infine Makoto risolve il problema della carie e incoraggia Ai a prendersi cura dei suoi dentini. |                   |         |
| 36 | Raquel entusiasta! Il potere del primo amore alla massima potenza! 「ラケルはりきる！初恋パワー全開！」 - Rakeru harikiru! Hatsukoi pawā zenkai! | 13 ottobre 2013   |         |
| 36 | Una compagna di scuola di Mana e Rikka, Yashima, è alla ricerca di un coniglietto smarrito che viene fortunatamente ritrovato da Raquel. Dopo essere stato ringraziato dalla ragazza, la fatina in forma umana sviluppa una grossa cotta per lei e sceglie di passarci più tempo insieme, infrangendo le regole secondo cui le fatine non possono innamorarsi degli esseri umani. Proprio quando Yashima porta Raquel a fare un giro in barca sul lago, Mammo genera un Jikochu che inizia a contaminare le acque. Le Pretty Cure arrivano sulla scena, ma la determinazione nel proteggere lo scenario che Yashima tanto ama spinge Raquel ad attaccare personalmente il Jikochu prima che le guerriere lo aiutino a sconfiggerlo. Alla fine Raquel si rattrista nell'apprendere che Yashima ha già un fidanzato, ma Rikka riesce a tirarlo su di morale. |                   |         |
| 37 | Come rimediare all'avversione! Le carote contro Aguri 「なおせ好きキライ！ニンジンＶＳ亜久里」 - Naose suki kirai! Ninjin tai Aguri | 20 ottobre 2013   |         |
| 37 | Le ragazze insegnano ad Ai a mangiare le carote, ma notano che anche a Aguri non piacciono; così, per non dare un cattivo esempio alla piccola, cercano di fargliele apprezzare ma con scarso successo. Mana e le altre la portano quindi tra i campi del contadino Aki Kadono, il quale fornisce i suoi prodotti al ristorante della famiglia di Mana, dove Aguri apprende tutto l'amore che c'è dietro la coltivazione di ogni singola carota. Ira, tuttavia, fa la sua comparsa e intrappola sia Aguri che Ai all'interno di un Jikochu, spaventando a morte Ai, ma Aguri supera la sua avversione verso le carote e sconfigge il nemico. Intanto, nel Regno Trump, Regina si risveglia dal suo sonno. |                   |         |
| 38 | Il complotto di Bel! Ai diventa un Jikochu!? 「ベールのたくらみ！アイちゃんジコチューになる！？」 - Bēru no takurami! Ai-chan Jikochū ni naru!? | 27 ottobre 2013   |         |
| 38 | Bel, Ira e Mammo, convinti di accrescere il proprio potere, utilizzano delle marionette per attirare e fare giocare di nascosto a notte fonda Ai, con lo scopo di trasformarla in un Jikochu. Ciò continua per diversi giorni, con conseguente comportamento ribelle della piccola, e dopo che Charles se ne accorge, Mana riceve una lettera di sfida da Bel che chiama lei e le altre Pretty Cure a un appuntamento. Quando arrivano sul posto, le guerriere trovano Ai completamente tentata dai Jikochu, che dà al trio nemico più potere. Cure Heart cerca di riportare la piccola in sé, la quale ricordando tutti i bei momenti trascorsi assieme ripulisce l'oscurità nel suo cuore e dà ad Aguri il potere per battere Ira e Mammo; Bel usa il Blood Ring suo e dei suoi alleati per alimentare se stesso, diventando il gigante Super Bel, ma anche lui viene sopraffatto. Mentre le Pretty Cure si chiedono se sono abbastanza pronte per affrontare King Jikochu, Regina torna a prendere il comando del Jikochu Trio. |                   |         |
| 39 | Sono venuta a vedervi! Regina di nuovo! 「会いに来たよ！レジーナふたたび！」 - Ai ni kita yo! Rejīna futatabi! | 10 novembre 2013  |         |
| 39 | Joe torna dopo tempo e rivela che la chiave per risvegliare definitivamente la principessa Marie Ange potrebbe essere la sua stessa arma, la Miracle Dragon Glaive, una lancia di luce che trapassa ogni cosa, facente parte di una collezione di tre oggetti sacri appartenuti alle Pretty Cure di 10.000 anni fa che salvarono il mondo dalle tenebre. Per recuperarla, quindi, partono alla volta del Regno Trump, ma Joe si rivela essere nient'altro che Bel che ne ha preso le sembianze per tendere una trappola alle Leggendarie Guerriere e far estrarre a loro la Dragon Glaive dai sotterranei del palazzo reale. A sorpresa, le Pretty Cure svelano di essere a conoscenza sin dall'inizio del piano nemico e che il loro vero intento era quello di farsi condurre nel regno. Bel evoca un Jikochu, ma Cure Heart lo annienta usando un nuovo attacco con il suo Lovely Pad. Inoltre le guerriere scoprono di non essere in grado neanche loro di estrarre la lancia dal punto in cui è conficcata; tuttavia quando Regina fa il suo ritorno ci riesce e ne attiva i poteri, mettendo fuori gioco le Pretty Cure che sono costrette a ritirarsi. |                   |         |
| 40 | Il pensiero che si vuole trasmettere! La nuova canzone di Mako-Pi annunciata! 「とどけたい思い！まこぴー新曲発表！」 - Todoketai omoi! Makopī shinkyoku happyō! | 17 novembre 2013  |         |
| 40 | Makoto ha intenzione di pubblicare una nuova canzone che in qualche modo trasmetta i giusti sentimenti e faccia destare Regina dall'influenza negativa che ha King Jikochu su di lei. Tuttavia non riesce a comporre un testo adatto, ma con l'aiuto delle amiche consegna il lavoro ai produttori, i quali la accolgono con gioia tanto da volerla sentire alla sua prossima esibizione pubblica. Il giorno dello show, però, Regina si fa viva e prende di mira il produttore per creare un Jikochu e mettere in trappola Makoto. Mentre le altre Pretty Cure combattono contro il Jikochu Trio, Makoto tenta di cantare la sua nuova canzone, che ha un effetto positivo su Regina seppur per poco. Decise a riportare Regina alla normalità, priva della malvagità che non le appartiene, le Pretty Cure ottengono un potenziamento dal Magical Lovely Pad, che diventa la Magical Lovely Harp, e si trasformano in Angel Mode, mettendo i nemici in ritirata. Anche se Regina è fuggita via, Aguri assicura a Makoto che la sua canzone ha centrato il punto e che non era priva di significato. |                   |         |
| 41 | Il sogno di Alice! Il fiore che unisce gli amici 「ありすの夢！花がつないだともだち」 - Arisu no yume! Hana ga tsunaida tomodachi | 24 novembre 2013  |         |
| 41 | Alice ha sempre voluto avere un negozio di fiori sin da piccola e le amiche la incoraggiano ad aprirne uno in occasione del mercatino delle pulci. Reina, però, competitiva quale è, ne apre uno suo e comincia a sottrarre clientela vista la vasta gamma di fiori che espone. Improvvisamente, Regina fa la sua comparsa e fa appassire tutti i fiori, esclusi alcuni piccoli germogli che Alice e Reina sono riuscite a proteggere. Ben presto si scopre che la causa dell'avvizzimento è un albero messo in orbita dai nemici: aiutate da Reina, che nel frattempo ha saputo della loro doppia identità, le Pretty Cure, in particolare Cure Rosetta, cercano di mostrare la bellezza dei fiori a Regina che in un attimo di cedimento viene battuta. Infine Alice conferma, nonostante tutto, la sincera amicizia con Reina e si promette di lavorare più sodo per proteggere i sorrisi di tutti. |                   |         |
| 42 | Festeggiamo tutti! Il primo compleanno! 「みんなで祝おう！はじめての誕生日！」 - Minna de iwaou! Hajimete no tanjōbi! | 1º dicembre 2013  |         |
| 42 | Aguri continua a sognare la principessa Marie Ange che affronta King Jikochu. Intanto le altre ragazze apprendono dalla madre di Mana che Aguri è stata adottata e che, quindi, la signora Mari non è la sua vera nonna e che lei non sa quando è il suo compleanno. Così, Mana e le altre decidono di organizzare una festa a sorpresa per la loro amica, la prima che abbia mai avuto, che tuttavia viene interrotta dall'apparizione di Regina e Ira. Animata dai dolci pensieri di Cure Heart nei suoi confronti, Cure Ace aiuta le altre Pretty Cure a battere i nemici, permettendo alla festa di riprendere. |                   |         |
| 43 | A una persona importante! La visita in aula di Aguri! 「たいせつな人へ！亜久里の授業参観！」 - Taisetsuna hito he! Aguri no jugyō sankan! | 8 dicembre 2013   |         |
| 43 | Aguri viene vista nei panni di Cure Ace dalla nonna adottiva Mari. Quest'ultima fa intendere alla nipote che lei ha sempre saputo del suo ruolo di Leggendaria Guerriera e rivela come un anno prima l'ha vista scendere dal cielo, neonata, e crescere sotto i suoi occhi pochi minuti dopo, quando una misteriosa voce le ha chiesto di prendersi cura di lei. Aguri rimane sconvolta sentendo le parole di Mari e fugge via a casa di Mana, con mille domande in testa sul suo passato contro i Jikochu, su chi sia realmente e perché sogni costantemente la principessa Marie Ange. Le altre ragazze confortano Aguri e le ricordano quanto la signora Mari le voglia bene nonostante non abbiano alcun legame di parentela. Mari si presenta alla scuola di Aguri in occasione della visita in aula con gli altri genitori, ma Regina sferra un attacco che cancella tutti i disegni realizzati dai bambini per le loro persone più care: Cure Ace s'infuria, ma Mari le assicura che i suoi sentimenti sono stati ricevuti e le dona la forza di battere il nemico, riportando tutto alla normalità. Più tardi, Aguri torna a casa con Mari. |                   |         |
| 44 | La trappola dei Jikochu! Un Natale senza Mana! 「ジコチューの罠！マナのいないクリスマス！」 - Jikochū no wana! Mana no inai Kurisumasu! | 15 dicembre 2013  |         |
| 44 | Mana viene contattata per un concorso dei presidenti dei consigli studenteschi che, sfortunatamente, si svolge durante la vigilia di Natale. La ragazza non è tanto propensa a partecipare, ma Rikka la spinge ad andarci, pur sentendone la mancanza e riempiendosi di incarichi del consiglio al posto suo. Il concorso si rivela essere una trappola di Regina, convinta che, facendo prigioniera la leader Mana, le altre Pretty Cure sono facili da sconfiggere. Queste ultime, ignare della situazione in cui si trova la loro compagna, subiscono un attacco e i Jikochu rimangono sorpresi nel vederle forti e resistenti anche senza Cure Heart, che nel frattempo viene tratta in salvo da Joe. Una volta riunite, le Pretty Cure battono nuovamente i nemici e Cure Diamond fa ammettere a Regina che lei in realtà vuole bene a Mana, poco prima che il padre, King Jikochu, la richiami alla malvagità. |                   |         |
| 45 | La fatidica resa dei conti! Ace contro Regina! 「宿命の対決！エースＶＳレジーナ！」 - Shukumei no taiketsu! Ēsu tai Rejīna! | 22 dicembre 2013  |         |
| 45 | Joe trova l'Eternal Golden Crown, una corona d'oro che possiede tutta la conoscenza, facente parte di una collezione di tre oggetti sacri appartenuti alle Pretty Cure di 10.000 anni fa che salvarono il mondo dalle tenebre, e Aguri, toccandola, viene invasa da ricordi che contengono la verità su ciò che è accaduto nel Regno Trump. La ragazza chiama in privato Makoto e Joe per dire loro quello che ha appreso e che la principessa intrappolata nel blocco di ghiaccio era un falso. Cure Ace porta Cure Sword e Joe con sé nel Regno Trump e, certa di essere destinata a combattere Regina, scommette la Golden Crown contro la Dragon Glaive. Mentre le due si spingono al limite del loro potere, Bel manda alcuni Jikochu ad attaccare Cure Sword e Joe, i quali rispondono con molta difficoltà; Cure Heart, Cure Diamond e Cure Rosetta, che hanno saputo da El della improvvisa sparizione di Aguri, arrivano nel regno per salvare la situazione. Di lì a poco, Cure Ace svela agli altri che lei e Regina sono rispettivamente la parte buona e malvagia di Marie Ange, destinate a combattersi. |                   |         |
| 46 | Ace e Regina! La verità sulla nascita! 「エースとレジーナ！誕生の真実！」 - Ēsu to Rejīna! Tanjō no shinjitsu! | 5 gennaio 2014    |         |
| 46 | Attraverso l'Eternal Golden Crown, Aguri mostra a Mana, Regina e agli altri la storia del Regno Trump. Marie Ange, la cui madre morì poco dopo la sua nascita, fu allevata amorevolmente da suo padre, il re. Un giorno, però, ella fu colpita da una malattia mortale e il re usò la Golden Crown, proibita perché già utilizzata dalle antiche leggendarie Pretty Cure per sigillare un male oscuro, al fine di ottenere la conoscenza per curarla. Sebbene Marie Ange guarì, l'oscurità oramai liberata evase e avvolse il re, trasformandolo in King Jikochu e costringendo la sua stessa figlia a sigillarlo in uno stato dormiente. Dopo aver aiutato Sword a fuggire nel mondo umano, Marie Ange è stata messa alle strette da Bel, che ha tentato di trasformarla in un Jikochu; per evitare ciò, divise il Psyche (il suo cuore) a metà, separando l'amore per il suo regno e l'amore per suo padre, che sono diventati rispettivamente Aguri e Regina, e si è trasformata nell'uovo dal quale è poi nata Ai. Dopo aver scoperto tutta la verità, Regina decide di schierarsi dalla parte di King Jikochu, che viene risvegliato definitivamente dal suo sonno, e insieme cominciano l'invasione dei Jikochu sulla Terra per distruggerla. Le cinque Pretty Cure si preparano dunque alla battaglia finale. |                   |         |
| 47 | La determinazione di Cure Heart! La promessa che voglio proteggere! 「キュアハートの決意！まもりたい約束！」 - Kyua Hāto no ketsui! Mamoritai yakusoku! | 12 gennaio 2014   |         |
| 47 | La città di Ogai osserva le gesta delle Pretty Cure contro i Jikochu che hanno iniziato l'invasione. Cure Diamond, Cure Rosetta e Cure Sword combattono contro Ira, Mammo e Bel, mentre Cure Heart e Cure Ace cercano di arrivare a parlare con King Jikochu dopo aver scoperto la verità sul suo conto. Al contrario di quello che i Jikochu pensavano, ovvero che l'egoismo nel cuore della gente avrebbe fatto finire la Terra come il Regno Trump, le persone della città mostrano la potenza dei loro cuori aiutandosi a vicenda. Cure Heart, decisa a portarla dalla parte del bene, si scontra con Regina, la quale durante un colpo di King Jikochu la protegge e scatena il vero potere della Miracle Dragon Glaive, accettando infine i suoi sentimenti d'affetto sia per Mana che per suo padre. Con l'aiuto di Cure Ace e Cure Heart, dunque, Regina passa dalla parte delle Pretty Cure e tenta di riportare l'amore nel cuore di King Jikochu. |                   |         |
| 48 | Batticuore alla massima potenza! Le Pretty Cure contro King Jikochu! 「ドキドキ全開！プリキュアＶＳキングジコチュー！」 - Dokidoki zenkai! Purikyua tai Kingu Jikochū! | 19 gennaio 2014   |         |
| 48 | Appurato che il vero re del Regno Trump è intrappolato dentro l'enorme corpo di King Jikochu, Cure Heart propone alle altre guerriere di entrarci e portarlo in salvo, non prima di aver svelato all'intero mondo che la sua vera identità è quella di Mana Aida, con conseguente stupore di tutti quelli che la conoscono. L'impresa si rivela più ardua del previsto, infatti ad ostacolare le Pretty Cure ci sono Ira, Mammo, Bel e l'esercito di mostri Jikochu; Cure Rosetta, Cure Diamond e Cure Sword rimangono indietro e utilizzano tutta la loro forza per permettere a Cure Heart, Cure Ace, Regina e la piccola Ai di raggiungere senza intoppi il re. Arrivato al cuore, il gruppo prima viene attaccato da delle cellule malvagie di Jikochu, ma poi l'amore del re per la sua famiglia riemerge e fa sconfiggere tutto il male, distruggendo il corpo di King Jikochu. Tuttavia, prima di celebrare la vittoria del bene, Bel ingerisce una piccola parte di cellule malvagie rimaste, fornendo un nuovo corpo all'entità che aveva posseduto il re. |                   |         |
| 49 | Che ti raggiunga! My Sweet Heart 「あなたに届け！マイスイートハート」 - Anata ni todoke! Mai Suīto Hāto | 26 gennaio 2014   |         |
| 49 | Contrariamente ai suoi piani, Bel viene consumato dal potere dell'ormai ex King Jikochu e si trasforma nell'essere ultimo di 10.000 anni fa, Proto-Jikochu. Le Pretty Cure insieme a Regina lottano determinate per sconfiggerlo, ma egli ruba il Psyche di Mana: la ragazza riesce fortunatamente a resistere all'oscurità e, combinando il potere suo, delle altre guerriere e dei tre oggetti sacri, si trasforma in Cure Heart Parthenon Mode e purifica completamente il nemico; Bel viene tramutato in un topo, mentre Ira e Mammo assistono desistiti da lontano alla vittoria delle Pretty Cure. Sebbene l'egoismo non finirà mai di esistere nei cuori delle persone e ciò porterà a far rinascere dei Jikochu, il mondo umano è salvo e il Regno Trump viene riportato al suo antico splendore, diventando però una repubblica collegata alla Terra e con presidente Joe, dopo che il re ha abdicato. Marie Ange compare davanti alle guerriere e spiega con dispiacere che, nonostante il bene abbia trionfato, lei ormai non può più tornare in vita, ma che vivrà tramite Aguri e Regina e il suo spirito rimarrà custodito da Ai. Infine, Regina comincia a frequentare la stessa scuola di Mana e insieme alle Pretty Cure continua a proteggere il mondo da eventuali pericoli.                      |                   |         |

### Edizione Saban (Glitter Force Doki Doki)
| Nº | Titolo italiano               | Streaming      |
| -- | ----------------------------- | -------------- |
| 1  | Una nuova avventura           | 18 agosto 2017 |
| 2  | Un diamante grezzo            | 18 agosto 2017 |
| 3  | E con Clara fanno tre         | 18 agosto 2017 |
| 4  | La luce della ribalta glitter | 18 agosto 2017 |
| 5  | Picche da Splendorious        | 18 agosto 2017 |
| 6  | La strada di casa             | 18 agosto 2017 |
| 7  | Tate in difficoltà            | 18 agosto 2017 |
| 8  | In classe con una superstar   | 18 agosto 2017 |
| 9  | Fin troppo disponibile        | 18 agosto 2017 |
| 10 | La principessa e la rosa      | 18 agosto 2017 |
| 11 | Luci, motore… distrazione!    | 18 agosto 2017 |
| 12 | La nuova nemica-amica di Maya | 18 agosto 2017 |
| 13 | Il ritorno di Regina          | 18 agosto 2017 |
| 14 | Caos per i Cristalli Reali    | 18 agosto 2017 |
| 15 | Ritorno a Splendorious        | 18 agosto 2017 |

| Nº | Titolo italiano                      | Streaming        |
| -- | ------------------------------------ | ---------------- |
| 16 | Nuove amiche, vecchi nemici          | 10 novembre 2017 |
| 17 | Prima regola della Glitter Force     | 10 novembre 2017 |
| 18 | Mackenzie perde la voglia di cantare | 10 novembre 2017 |
| 19 | Quelli che difendono te              | 10 novembre 2017 |
| 20 | Alla ricerca di un sogno             | 10 novembre 2017 |
| 21 | La debolezza segreta di Ace          | 10 novembre 2017 |
| 22 | Lo Specchio di Cristallo             | 10 novembre 2017 |
| 23 | Sta arrivando l'oscurità             | 10 novembre 2017 |
| 24 | La Lancia di Luce                    | 10 novembre 2017 |
| 25 | Cosa significa famiglia              | 10 novembre 2017 |
| 26 | La Corona dorata della Saggezza      | 10 novembre 2017 |
| 27 | La storia di Splendorious            | 10 novembre 2017 |
| 28 | L'inizio della fine                  | 10 novembre 2017 |
| 29 | Il re dentro                         | 10 novembre 2017 |
| 30 | L'ultima battaglia                   | 10 novembre 2017 |